# Mausolée de Lénine
Le mausolée de Lénine (en russe : Мавзолей Ленина), appelé de 1953 à 1961 mausolée de Lénine et Staline (en russe : Мавзолей Ленина и Сталина), est un monument situé à Moscou, sur la place Rouge, en Russie, où il est adossé aux murailles du Kremlin.
En son sein repose Vladimir Ilitch Lénine, révolutionnaire bolchevik et premier dirigeant de la république socialiste fédérative soviétique de Russie de novembre 1917 à fin décembre 1922, puis de l'Union soviétique à compter de sa création le 30 décembre 1922, jusqu'à son décès en janvier 1924. Son corps embaumé (selon une méthode exclusive) est exposé au public depuis 1924, année de sa mort. De 1953 à 1961, le corps embaumé de Joseph Staline a été exposé au côté de celui de Lénine. 

## Localisation
Le mausolée se situe au pied de l'une des tours du Kremlin, la tour Senatskaïa, sur le côté nord-est de la forteresse. Entre les deux se trouve  la nécropole du mur du Kremlin où étaient inhumées les plus hautes personnalités de l'URSS. L'entrée du monument est dans l'axe de l'entrée principale du Goum, l'ancien magasin d'État.

## Historique

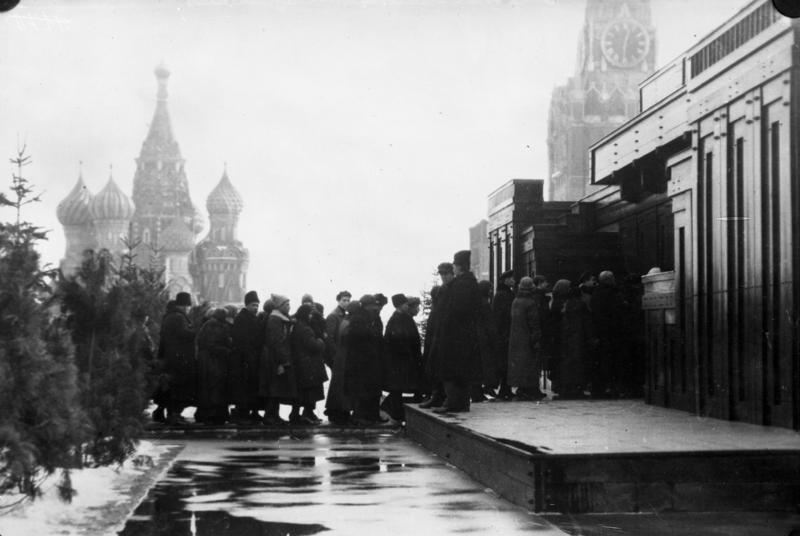
Mausolée en 1925.

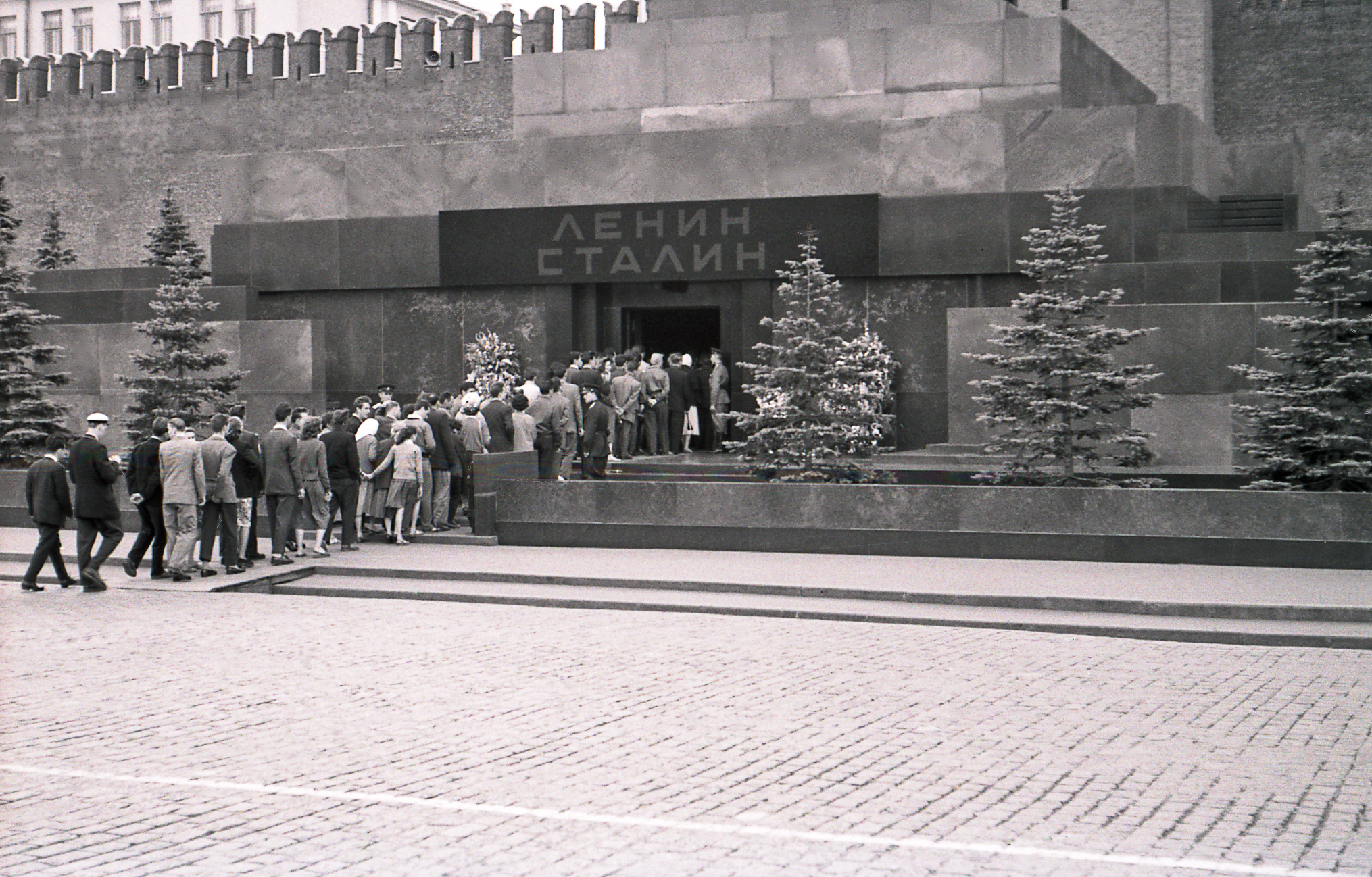
Entrée du mausolée en 1957.

L'actuel mausolée a été achevé en octobre 1930 par l'architecte Alexeï Chtchoussev. 
Il prend la suite de deux mausolées provisoires successifs érigés également par A. Chtchoussev en bois de chêne, à la suite d'un concours populaire organisé dans les jours qui ont suivi la mort de Lénine survenue le 21 janvier 1924. En effet, quelques jours avant la cérémonie d'inhumation (Lénine souhaitait lui-même être enterré) fixée au 27 janvier à 16 heures, deux dirigeants bolcheviks, Anatoli Lounatcharski et Leonid Krassine, proposèrent de confier à une « Commission pour l'immortalisation de la mémoire de V. I. Oulianov » la responsabilité d'embaumer le corps du défunt et de l'exposer dans un mausolée qu'on commande en toute hâte. Stéphane Courtois y voit surtout le pragmatisme de Staline : « En ex-séminariste, Staline connaissait la propension des masses russes à vénérer des reliques et des saints, et en bon matérialiste, il croyait à la puissance de la propagande ».
Chtchoussev raconte dans ses mémoires qu'il fut convoqué à minuit dans la nuit du 23 au 24 janvier 1924 par ladite « commission » présidée par Viatcheslav Molotov et Félix Dzerjinski qui siégeait dans la « salle des colonnes » de la Maison des syndicats pour lui notifier sa mission.
Durant le même temps, un groupe de savants fut chargé de trouver une formule d'embaumement mais la plupart se récusèrent, sauf deux qui acceptèrent de relever le défi : Vladimir Vorobiev, professeur d'anatomie de l'université de Kharkov, et Boris Zbarski, biochimiste d'origine juive qui sera par la suite arrêté en 1952, en plein complot des blouses blanches. Les deux hommes mettent au point, en quelques semaines, une solution qui remplace l'eau des tissus et qui empêche l'apparition des bactéries, ce qui ne permet pas le pourrissement, ni le dessèchement du corps de Lénine.
Durant la Grande Guerre patriotique (1941-1945), dans la crainte de l'avancée des troupes allemandes vers Moscou, le corps de Lénine fut mis en sûreté à Tioumen en Sibérie de 1941 à 1944. Le transfert fut effectué sous la responsabilité du Dr Zbarski.
Le troisième et dernier mausolée a vu sa façade principale partiellement reconstruite en 1945, afin d'y aménager une tribune officielle pour les dirigeants du parti communiste et du gouvernement. 
Le corps de Joseph Staline y fut également exposé, à côté de celui de Lénine entre 1953 et 1961 ; mais à la suite de la déstalinisation, sa dépouille fut ensuite déplacée vers le petit cimetière situé juste derrière le mausolée, ledit cimetière étant réservé aux dirigeants communistes.
Après la fin de l'URSS en décembre 1991, Boris Eltsine a tenté en vain de fermer le mausolée de Lénine, dans les années qui ont suivi, jusqu'à son départ du pouvoir. De nos jours, les touristes (notamment étrangers) représentent l'essentiel des visiteurs.

## Description

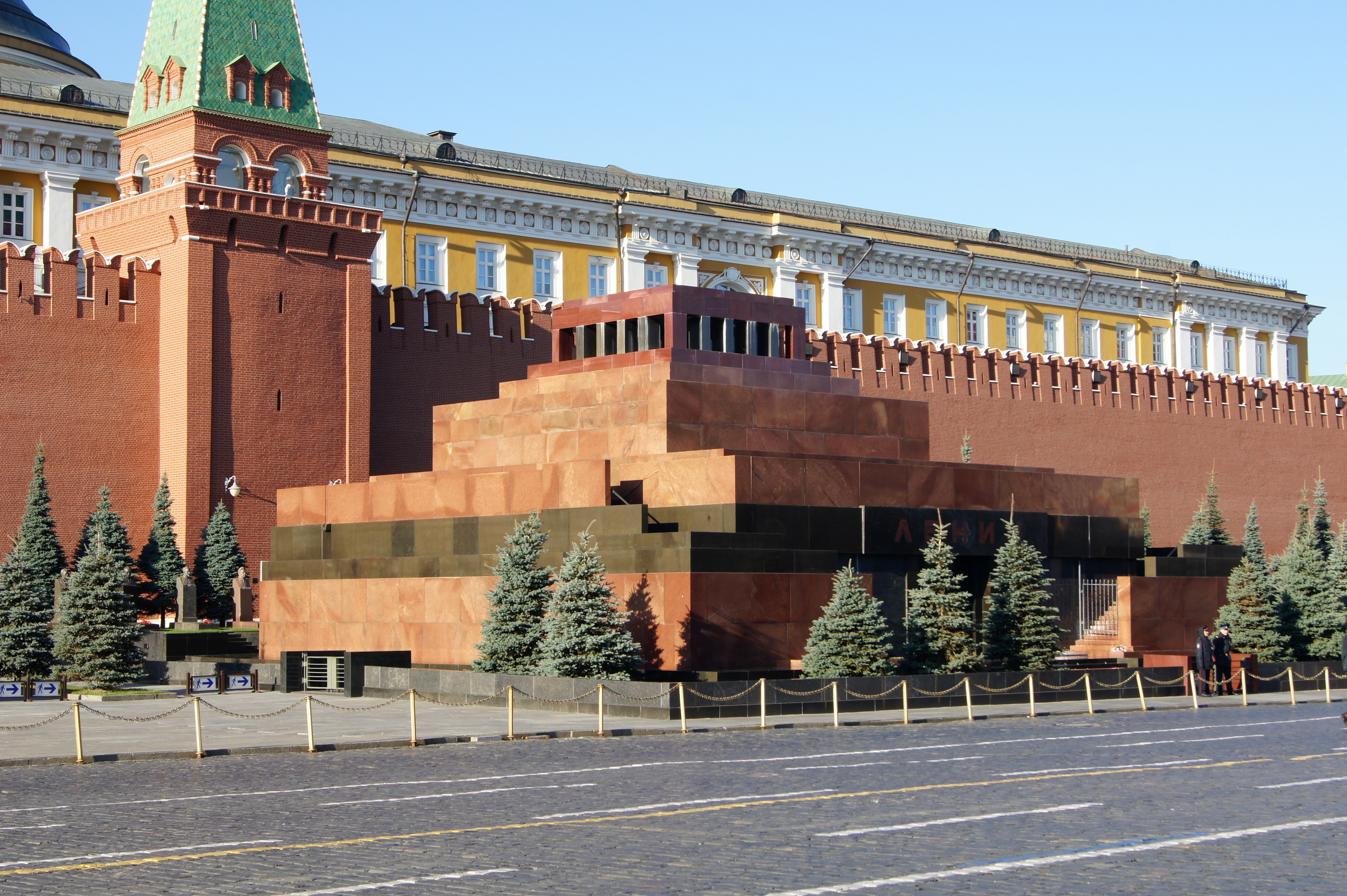

Le mausolée se présente sous la forme d'une pyramide à degrés d'une hauteur de 12 mètres et présentant une façade de 24 mètres de longueur[réf. souhaitée]. Des épicéas communs entourent le mausolée et tout au long de la nécropole du mur du Kremlin. Au-dessus de l'entrée du mausolée est inscrit en alphabet cyrillique le nom de Lénine. 
Un columbarium fut aménagé au sein du mausolée, au-dessus de la salle funéraire ; il ne fut pas utilisé mais devait être probablement conçu pour les dirigeants succédant à Lénine.

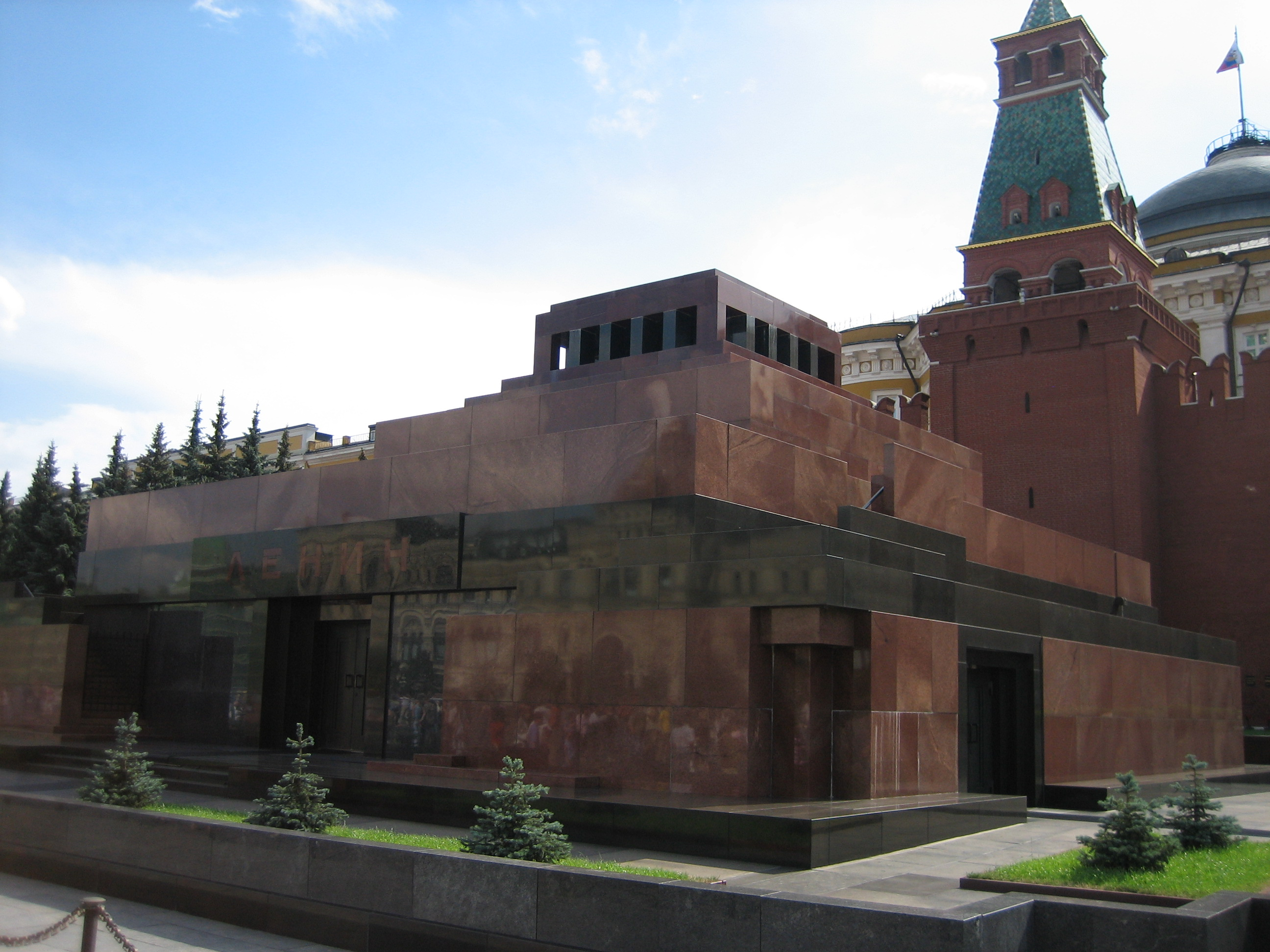

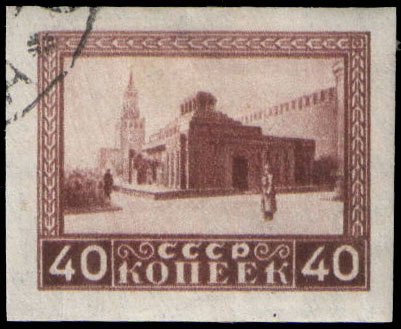
Le mausolée sur un timbre soviétique (1925).

Sous le mausolée, il existe deux grandes salles de contrôle technique équipées d'une batterie d'ordinateurs et de tableaux lumineux qui avertissent de la moindre variation climatique ou hygrométrique. Une quinzaine de salles de garde, de sport, de repos, un minuscule musée contenant toutes les armes trouvées sur des « touristes » mal intentionnés se trouvent également sous le bâtiment. Un tunnel d'une longueur de 200 mètres rejoint le Kremlin et même un escalier mécanique fut installé en 1984 par la firme allemande Thyssen, afin que même les dirigeants soviétiques les plus impotents, comme Konstantin Tchernenko, puissent accéder aisément à la tribune sans être portés par deux gardes.
Le mausolée est maintenu à une température de 16,6 °C, tandis que le taux d'humidité y est de 70 %. 
Selon une étude publiée en 2015, après plus de 80 ans de conservation, l'état du corps de Lénine reste excellent. Néanmoins, en raison des traitements subis, notamment de la peau remplacée et de tous les organes corporels extraits, le corps de Lénine est conservé à 23 %, ce qui alimenta des rumeurs sur son authenticité. Il fait l'objet tous les deux ans d'un réembaumement en le plongeant dans des bains de glycérol, de formaldéhyde, d'acétate de potassium, d'alcool et autres produits.

## Visites
L'édifice peut toujours être visité gratuitement. Il est ouvert au public tous les jours de 10 heures à 13 heures, sauf les lundis et vendredis. La conservation du corps demande effectivement des soins réguliers. Tout appareil photo ou vidéo y est interdit. Le visiteur doit faire preuve de respect et garder le silence. Avoir les mains dans les poches est aussi proscrit, tout comme porter des couvre-chefs (pour les hommes). Il y est également interdit de fumer.